# Théorèmes abéliens et taubériens
En mathématiques, et plus précisément en analyse, on appelle théorèmes abéliens et taubériens des théorèmes donnant des conditions pour que des méthodes distinctes de sommation de séries 
aboutissent au même résultat. Leurs noms viennent de Niels Henrik Abel et Alfred Tauber, les premiers exemples en étant le théorème d'Abel montrant que la sommation d'Abel d'une série convergente a pour valeur la somme de cette série, et le théorème de Tauber montrant que si la sommation d'Abel est possible, et que les coefficients de la série considérée sont suffisamment petits, alors la série converge (vers sa somme d'Abel).

## Définitions
De manière générale, les théorèmes abéliens donnent des conditions pour que deux méthodes de sommation aboutissent au même résultat (et, le plus souvent, pour que ce résultat soit la somme usuelle de la série lorsque celle-ci converge) ; les théorèmes taubériens donnent des conditions sur une série pour que, si elle est sommable par une méthode donnée, elle soit en fait convergente (vers la même somme). Mais il n'existe pas réellement de définition universellement acceptée de la signification de ces termes.

## Théorèmes abéliens
Pour une méthode de sommation donnée, L, le théorème abélien correspondant affirme que si c = (cn) est une suite convergente de limite C, alors L(c) = C. Un exemple est donné par la méthode de Cesàro (d'ordre 1), où l'on prend pour L la limite des moyennes arithmétiques des N premiers termes de c, quand N tend vers l'infini : on montre que si c converge vers C, il en est de même de la suite (dN), où dN = (c1 + c2 + ... +cN)/N (ce résultat s'appelle le lemme de Cesàro).
Le nom de ces théorèmes vient du théorème d'Abel sur les séries entières. Dans ce cas, L est la limite radiale de la série entière de terme général anzn, obtenue en posant z = r·e iθ et en faisant tendre r vers 1 par valeurs inférieures ; cette méthode n'a évidemment d'intérêt que si le rayon de convergence de la série vaut 1, et dans ce cas, le théorème d'Abel affirme que la limite radiale de la série est égale à sa valeur en r=1 si la série converge en ce point (on trouvera dans l'article série alternée des entiers l'exemple classique donné par Euler du calcul de la valeur 1-2+3-...=1/4 par une méthode essentiellement équivalente ; bien entendu, dans ce cas, la série initiale est divergente).

## Théorèmes taubériens
Les réciproques (partielles) des théorèmes abéliens sont appelées des théorèmes taubériens. Le résultat original obtenu par Alfred Tauber affirmait que si la limite radiale existe, et si l'on suppose également an = o(1/n) (voir les notations de Landau), alors la série obtenue en posant r = 1 converge également. Ce résultat fut amélioré par John Edensor Littlewood, qui montra qu'il suffit que an = O(1/n). Une forme bien plus générale encore est le théorème taubérien de Hardy-Littlewood.
Ainsi, de manière générale, un théorème abélien affirme que le domaine d'un procédé de sommation L contient toutes les suites convergentes, et que la valeur de L pour ces suites est leur limite. Un théorème taubérien affirme que, sous certaines conditions de comportement asymptotique, les suites qui sont évaluées par L sont exactement les suites convergentes.
En particulier, si l'on considère que L est une sorte de limite de moyennes pondérées généralisées, un théorème taubérien dit que, sous certaines hypothèses, on peut se passer de cette pondération. Ce type de résultat a de nombreuses applications en théorie des nombres, en particulier dans la manipulation de séries de Dirichlet.
La théorie prit un nouvel essor à la suite des résultats très généraux obtenus par Norbert Wiener, en particulier par le théorème taubérien de Wiener et son vaste ensemble de corollaires. Ce théorème, qui éclaira des liens inattendus entre l'analyse harmonique et les méthodes issues de l'étude des algèbres de Banach, couvre à lui seul une grande partie des résultats précédents.